# Vinícola Don Abel
Vinícola Don Abel é uma vinícola boutique brasileira com sede na cidade de Casca, no Rio Grande do Sul, na região da Serra Gaúcha, no eixo da Rota Uva e Vinho. Foi fundada em 2005, por Sergio Luiz Bastiani, e seu nome foi homenagem ao avô de Sergio, Abel Bastiani.

## Histórico

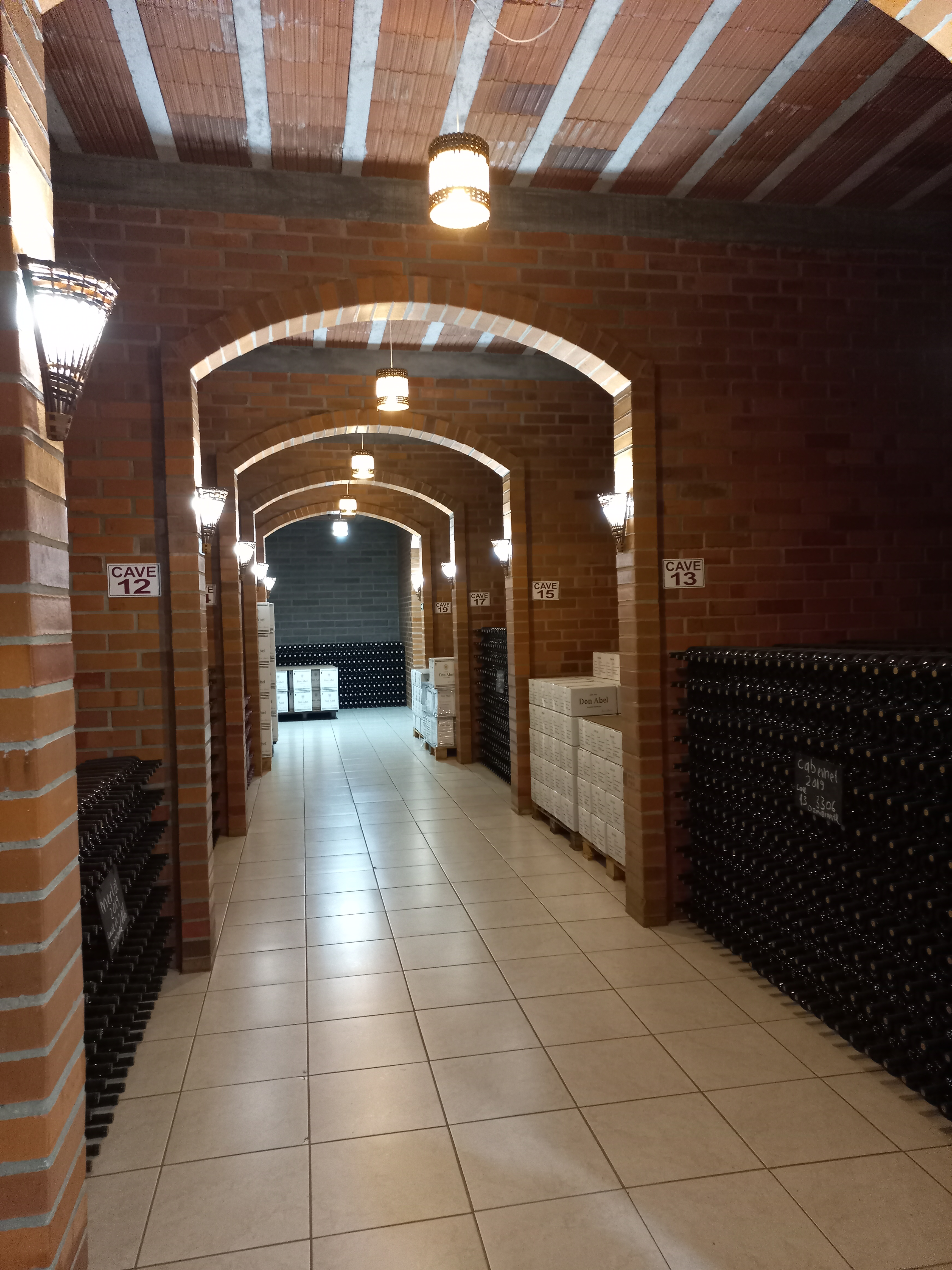
Vinícola Don Abel - Cave subterrânea para maturação dos vinhos

A história da Vinícola Don Abel iniciou em 1999, quando Sergio Luiz Bastiani (nascido na cidade de Casca-RS) importou mudas de videiras vindas da França, de cinco varietais, e realizou seu plantio na cidade de David Canabarro, também no Rio Grande do Sul, em um lote de 20 hectares a 800m de altitude. Essas primeiras mudas incluíam as uvas Cabernet Sauvignon e Merlot, e seu plantio foi realizado em um lote com "ótimas condições de plantio, solo e clima, o que torna a região propícia para o cultivo de uvas finas". Todas as varietais importadas por Sergio ainda eram raras no mercado brasileiro e não passam por madeira (ou pazem passagem rápida).
Nos primeiros anos, Sergio dedicou-se ao cultivo e à produção de uvas finas e vendeu a uva para grandes indústrias, mas, em 2003, já conseguiu desenvolver seus primeiros vinhos das varietais plantadas em 1999, na cidade de David Canabarro-RS, e também foi iniciada a construção de uma sede física para a vinícola, na cidade de Casca-RS. A inauguração se deu em 08 de agosto 2005 com os vinhos produzidos na safra de 2004.
Vinhedos e vinícola foram projetados pelo agrônomo Ciro Pavan e o processo de fermentação de uvas foi acompanhado pelo enólogo Silvânio Dias.
Em 2007, foi construída a cave subterrânea climatizada para a maturação de mais de 100 mil garrafas.
Em 2012, sua produção era de 35 mil garrafas de vinhos por ano. Nesse ano, a distribuição dos vinhos da marca aumentou quando a sommelière Elaine de Oliveira conheceu os vinhos na Expovinis, e a Zahil Rio de Janeiro passou a distribuir Don Abel no Rio de Janeiro, inclusive em dois jantares no CT Brasserie, no Fashion Mall.
Em 2016, sua produção já era de 50 mil garrafas ao ano, e a sede já recebia visitas de pessoas de municípios vizinhos como Passo Fundo, Ibirubá e Serafina Corrêa.

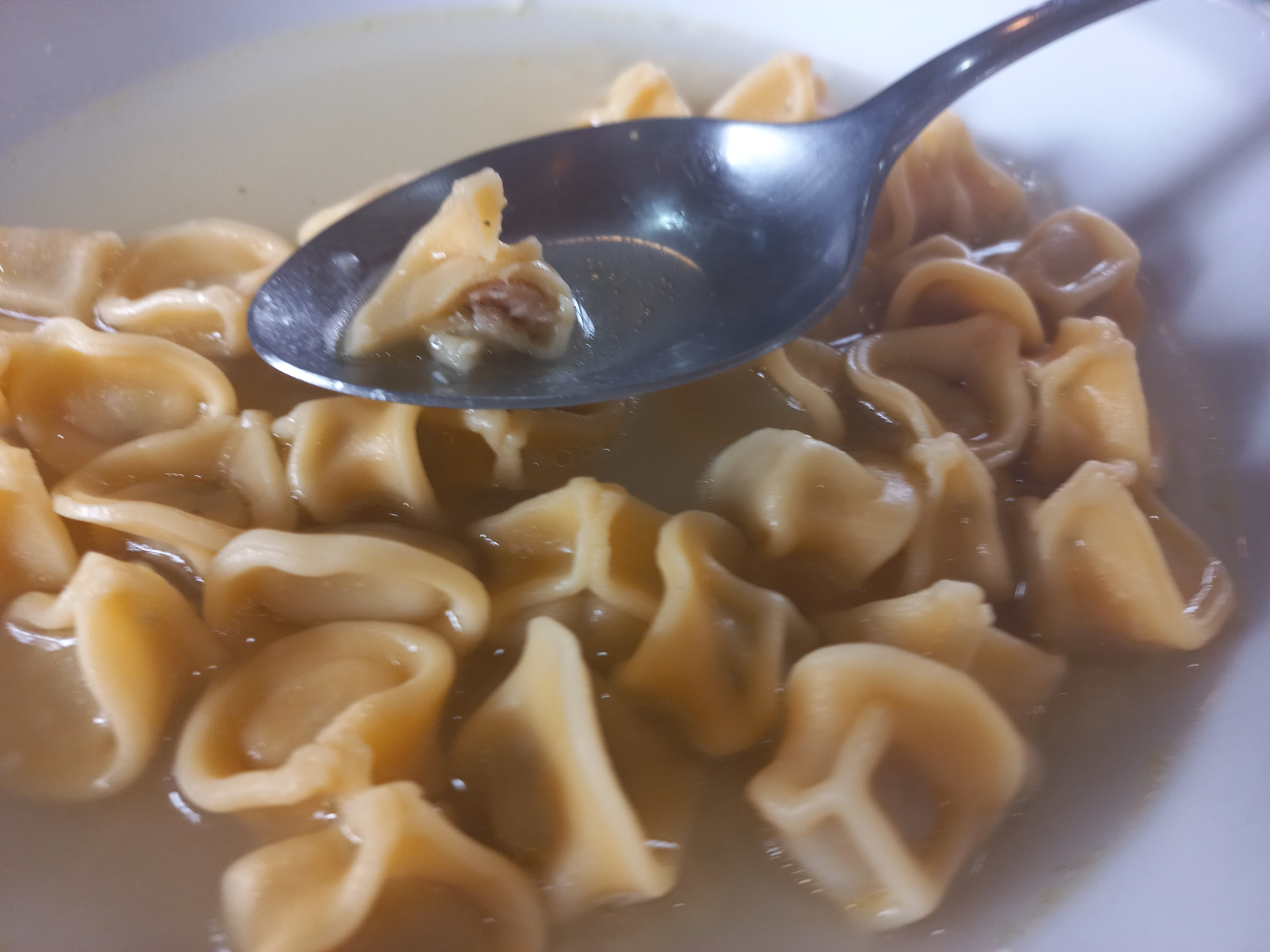
Sopa de Capeletti servida no restaurante Don Vinho

## Restaurante
Até 2019, Don Abel também era nome de um restaurante estilo cantina italiana localizado ao lado da sede da vinícola e gerenciado pelos mesmos proprietários. O restaurante servia a tradicional sequência italiana (sopa de capeleti seguida de frango assado e porco com acompanhamentos e finalizada com sagu e creme para sobremesa) aos domingos e rodízio de pizzas nas noites da semana. Atualmente, o restaurante mudou de proprietário e chama-se Don Vinho, mas continua servindo pratos italianos, pizzas e outros.
A vinícola Don Abel e o restaurante (Don Abel / Don Vinho) fazem parte de pacotes turísticos disponibilizados pela Associação Brasileira de Sommeliers (ABS), com saída do Rio de Janeiro e passagem por Bento Gonçalves.

## Vinhos
Em 2023, produz 7 varietais e 3 marcas de vinho. Dentre eles:
Don Abel Chardonnay Reserva

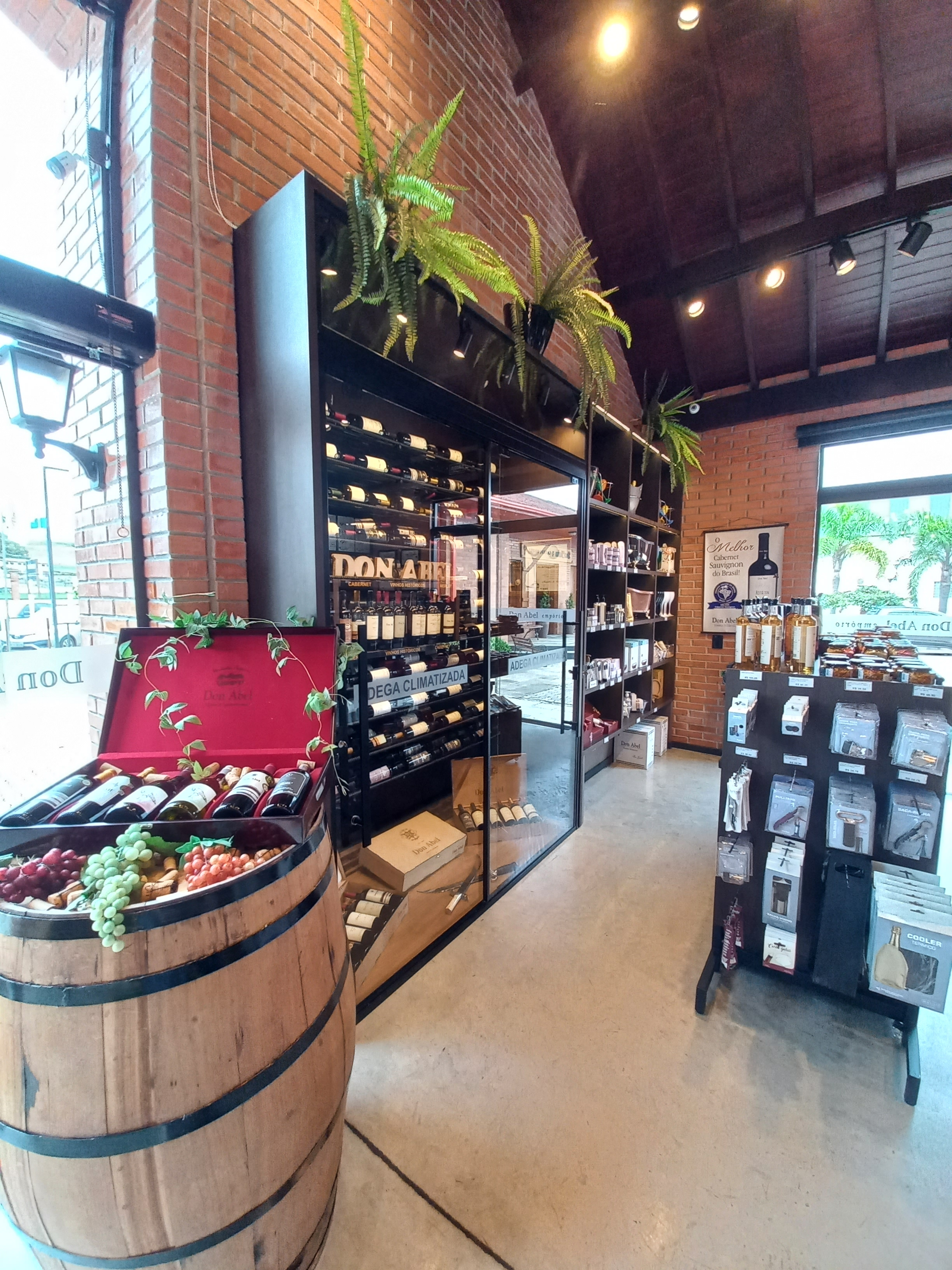
Empório da vinícola Don Abel

A safra 2011 foi de um vinho branco de cor amarela com reflexos esverdeados. No nariz, mostrou aroma floral e de frutas brancas, tudo muito suave e delicado. Na boca, muito macio e refrescante; acidez na medida certa  e leve toque mineral. Possui graduação alcoólica de 12,8% e deve ser servido a 8º C. (Análise de Ewertom Cordeiro, em 2012.)
Don Abel Cabernet Sauvignon Reserva
A safra 2008 foi de um vinho tinto de cor rubi escura e halo violáceo, com lágrimas finas e lentas e sem nenhum sinal de evolução. No nariz, notas de fruta madura, chocolate amargo, notas de especiarias e leve tostado, proveniente do amadurecimento de 6 meses em barricas de carvalho. Naboca, repetiu a fruta e mostrou taninos macios e aveludados em bom equilíbrio com a adidez e o álcool. Final de boca seco de boa intensidade, com o chocolate e o tostado aparecendo no retrogosto. Possui graduação alcoólica de 13% e deve ser servido a 16º C. (Análise de Ewertom Cordeiro, em 2012.)
Don Abel Cabernet Sauvignon Premium

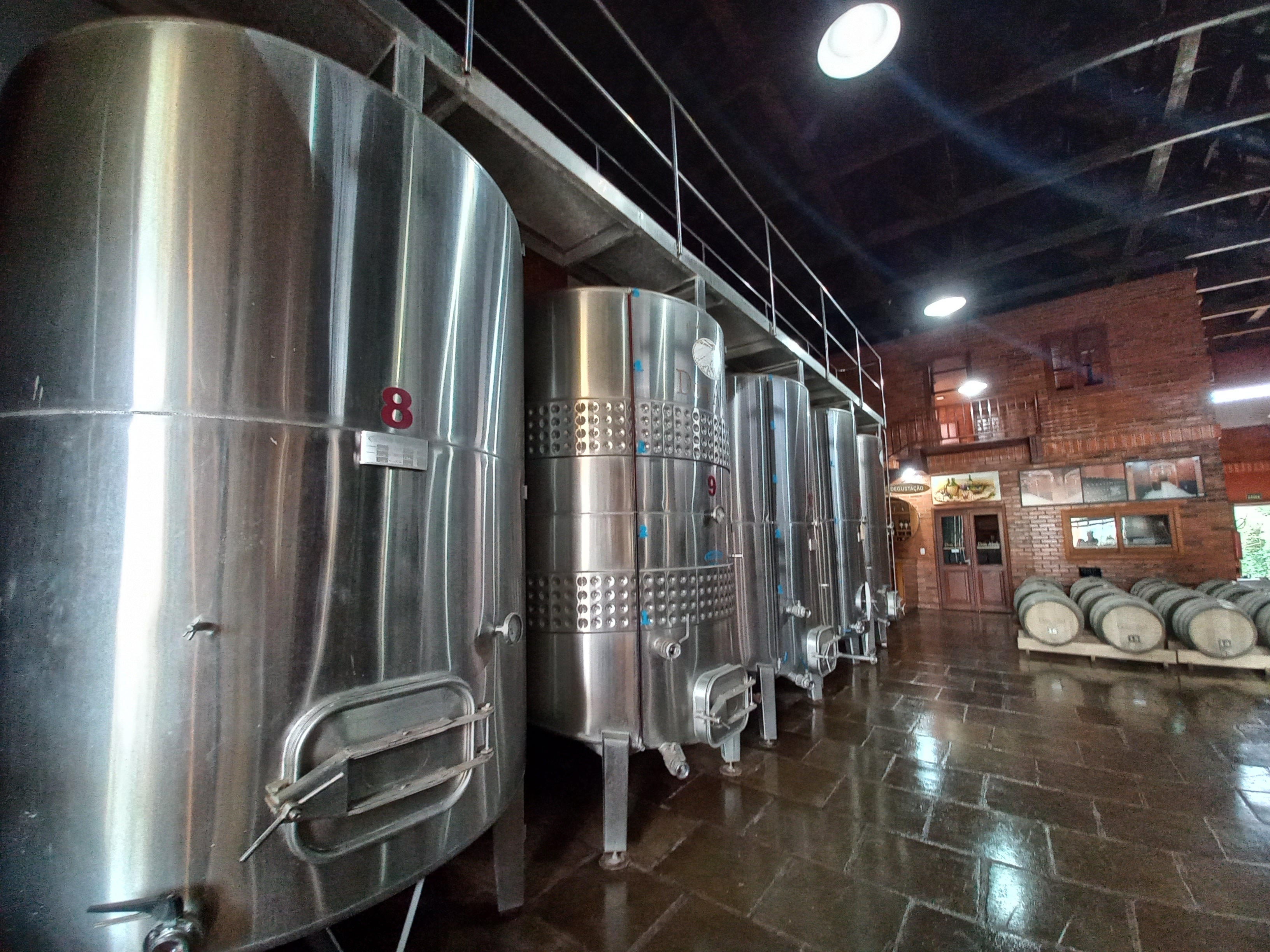
Espaço de produção dos vinhos

A safra 2005 foi de um vinho tinto de cor rubi intensa, com boa formação de lágrimas e sem sinais de evolução. Seu bouquet é rico em frutas como cereja e amora, mas também percebe-se notas de pimenta, alcaçus e café. Na boca, esbanja elegância e estrutura, com taninos presentes, porém macios, acidez na medida certa e álcool sem agredir. No final da boca, boa persistência com a fruta e o café aparecendo no retrogosto. Possui graduação alcoólica de 14%  e deve ser servido a 16º C. (Análise de Ewertom Cordeiro, em 2012.)
Don Abel Merlot Reserva
A safra 2014 foi de um vinho de cor rubi profundo e brilhante, com halos violáceos. Os aromas mostram frutas vermelhas, especiarias (cravo, canela) café e chocolate. Na boca, apresenta um bom corpo, com taninos suaves, repetindo as sensações do olfato, acidez equilibrada. Longo final frutado, com o chocolate se mostrando. Foi amadurecido por 6 meses em barricas de carvalho e Possui graduação alcoólica de 13%. (Análise de Ewertom Cordeiro, em 2020.)
Rota 324 Cabernet Sauvignon

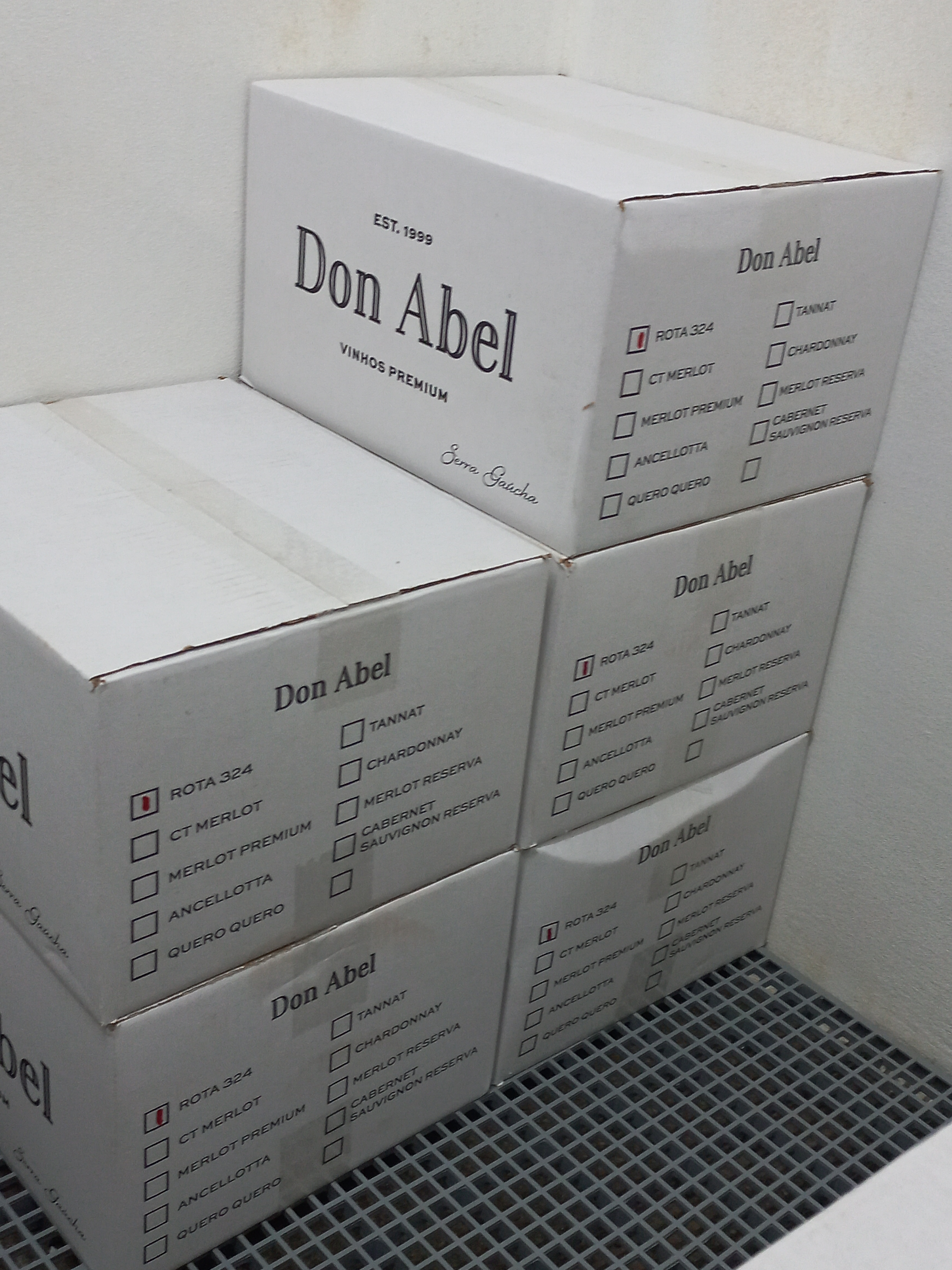
Estoque total do vinho "Cabernet Sauvignon Rota 324", vinho de excelência da Don Abel

A safra de 2005 foi de um vinho de cor rubi brilhante e lágrimas finas, que escorreram lentamente pelas paredes da taça. Um bouquet delicado e elegante, com notas de frutas, especiarias, baunilha, leve tostado e notas balsâmicas  e de couro. Na boca, é limpo, muito macio, redondo e agradável. Final de boca de bom volume com um retrogosto muito agradável. Possui graduação alcoólica de 14%  e deve ser servido a 16º C. (Análise de Osvaldir Castro, em 2012.)
A safra de 2005 faz uma passagem rápida de 6 meses por barricas francesa novas, o que produz um sutil abaunilhado no nariz, além do adocicado das frutas em compota. Além disso, se abrem especiarias, principalmente as doces, como cravo, canela e noz moscada, indicando essa fase em que passou pela madeira. Na boca, confirma frutas bem maduras, fruto de uma das melhores safras até hoje vistas na Serra Gaúcha, e as especiarias. (Análise de Álvaro Cézar Galvão, em 2012.)
Don Abel Tannat Reserva
A safra 2008 foi de um vinho de cor rubi escura e halo violeta. No nariz, mostrou notas de fruta roxa madura, chocolate amargo, café, tabaco e carvalho. Na boca, os taninos já deixaram a rusticidade comum da tannat e mostraram-se macios, mas sem perder a personalidade, dando muita estrutura e corpo ao vinho. Final de boca seco com o tostado aparecendo no retrogosto. Possui graduação alcoólica de 13,5%  e deve ser servido a 16º C. (Análise de Ewertom Cordeiro, em 2012.)
Don Abel Brut
A safra 2012 foi de um Espumante Brut de cor amarelo palha e nunces douradas, perlage abundante e de boa duração. No nariz, notas de frutas brancas, como goiaba e pêra e ainda notas de damasco, pão tostado e fermento. Na boca, apresentou boa acidez e cremosidade. Possui graduação alcoólica de 12%  e deve ser servido a 6º C. (Análise de Ewertom Cordeiro, em 2012.)

## Reconhecimento
Em 2012, Claude Troisgros, chefe de cozinha francês que vive há muitos anos no Brasil, escolheu a Vinícola Don Abel como produtoras oficiais dos vinhos "da casa" para a sua rede de restaurantes CT, localizados no Rio de Janeiro, que inclui o bistrô Le Blonde, o informal CT Brasserie e o buffet Atelier Troisgros.

## Indicações e Prêmios
A vinícola e seus vinhos já receberam 70 prêmios, dentre eles:

### Vinhos
| Vinho                      | Ano  | Prêmio                                         | Categoria  | Resutado            | Ref.                |
| -------------------------- | ---- | ---------------------------------------------- | ---------- | ------------------- | ------------------- |
| Rota 324                   | 2020 | Grande Prova de Vinhos do Brasil               | Safra 2012 | Duplo Ouro - 92 Pts | [ 1 ]               |
| Rota 324                   | 2020 | Wines of Brazil Awards                         | Safra 2012 | Grand Gold          | [ 1 ]               |
| Rota 324                   | 2018 | Grande Prova de Vinhos do Brasil               | Safra 2012 | Ouro                | [ 1 ]               |
| Rota 324                   | 2017 | Grande Prova de Vinhos do Brasil               | Safra 2012 | Ouro                | [ 1 ] [ 17 ] [ 18 ] |
| Rota 324                   | 2016 | Grande Prova de Vinhos do Brasil               | Safra 2012 | Ouro                | [ 1 ]               |
| Rota 324                   | 2016 | Grande Prova de Vinhos do Brasil               | Safra 2012 | Tinto Super Premium | [ 1 ]               |
| Rota 324                   | 2016 | VIII Brazil Wine Challenge                     | Safra 2012 | Prata               | [ 1 ]               |
| Rota 324                   | 2013 | Vinhos do Brasil                               | Safra 2005 | Melhor Cabernet     | [ 1 ]               |
| Rota 324                   | 2012 | Top Ten - Expovinis                            | Safra 2005 | 3° lugar            | [ 1 ]               |
| Cabernet Sauvignon Premium | 2012 | Top Ten - Expovinis                            | Safra 2005 | Ouro                | [ 1 ]               |
| Cabernet Sauvignon Premium | 2009 | Concurso Mundial Bruxells - Brasil             | Safra 2005 | 4° lugar            | [ 1 ]               |
| Cabernet Sauvignon Premium | 2008 | 5º Concurso Anual de Vinhos Finos              | Safra 2005 | Ouro                | [ 1 ]               |
| Cabernet Sauvignon Reserva | 2020 | Grande Prova de Vinhos do Brasil               | safra 2014 | Good Wine - 88 Pts  | [ 1 ]               |
| Cabernet Sauvignon Reserva | 2020 | Wines of Brazil Awards                         | safra 2014 | Gold                | [ 1 ]               |
| Cabernet Sauvignon Reserva | 2017 | Grande Prova de Vinhos do Brasil               | Safra 2008 | Top Ten             | [ 18 ]              |
| Ancellotta Premium         | 2020 | Grande Prova de Vinhos do Brasil               | safra 2017 | Good Wine - 89 Pts  | [ 1 ]               |
| Ancellotta Premium         | 2020 | Wines of Brazil Awards                         | safra 2017 | Gold                | [ 1 ]               |
| Tannat Premium             | 2020 | Grande Prova de Vinhos do Brasil               | safra 2018 | Ouro                | [ 1 ]               |
| Tannat Premium             | 2020 | Wines of Brazil Awards                         | safra 2018 | Gold                | [ 1 ]               |
| Tannat Premium             | 2018 | Grande Prova de Vinhos do Brasil               | Safra 2013 | Ouro                | [ 1 ]               |
| Tannat Premium             | 2017 | Feira Vini Bra Expo no Rio de Janeiro          | Safra 2013 | Top Ten             | [ 1 ]               |
| Tannat Premium             | 2016 | Grande Prova de Vinhos do Brasil               | Safra 2013 | Ouro                | [ 1 ]               |
| Merlot                     | 2006 | III Concurso Internacional de Vinhos do Brasil |            | Ouro                | [ 19 ]              |
| Merlot Premium             | 2018 | Feira Vini Bra Expo no Rio de Janeiro          | safra 2014 | 9º lugar            | [ 20 ]              |
| Merlot Premium             | 2018 | Grande Prova de Vinhos do Brasil               | safra 2012 | Ouro                | [ 1 ]               |
| Merlot Premium             | 2017 | Grande Prova de Vinhos do Brasil               | safra 2012 | Ouro                | [ 1 ] [ 17 ]        |
| Merlot Premium             | 2017 | Feira Vini Bra Expo no Rio de Janeiro          | safra 2012 | Top Ten             | [ 1 ]               |
| Merlot Reserva             | 2020 | Grande Prova de Vinhos do Brasil               | safra 2018 | Ouro - 90 pts       | [ 1 ]               |
| Merlot Reserva             | 2020 | Wines of Brazil Awards                         | safra 2018 | Grand Gold          | [ 1 ]               |
| Merlot Reserva             | 2018 | Grande Prova de Vinhos do Brasil               | safra 2014 | Ouro                | [ 1 ]               |
| Chardonay Quero-Quero      | 2020 | Grande Prova de Vinhos do Brasil               | safra 2018 | Good Wine - 88 Pts  | [ 1 ]               |
| Chardonay Quero-Quero      | 2020 | Wines of Brazil Awards                         | safra 2018 | Gold                | [ 1 ]               |
| Chardonay Reserva          | 2020 | Grande Prova de Vinhos do Brasil               | safra 2017 | Good Wine - 88 Pts  | [ 1 ]               |
| Chardonay Reserva          | 2017 | Wines of Brazil Awards                         | safra 2017 | Ouro                | [ 1 ]               |